# Ситенко, Михаил Иванович
Михаил Иванович Ситенко (укр. Михайло Іванович Ситенко; 12 ноября 1885, Рябушки, Лебединский район — 13 января 1940, Харьков) — советский украинский врач, ортопед-травматолог.
Член-корреспондент АН УССР (1935), заслуженный деятель науки УССР (1936), директор Украинского государственного клинического института ортопедии и травматологии (ныне Институт патологии позвоночника и суставов имени профессора М. И. Ситенко).

## Биография
Родился 31 октября (12 ноября) 1885 года в селе Рябушки Лебединского уезда Харьковской губернии (ныне Лебединский район Сумской области Украины).
По окончании медицинского факультета Харьковского университета работал в Харьковском женском медицинском институте.
В 1914—1918 годах находился на военной службе, участник Первой мировой войны.
С 1921 года работал главным врачом Харьковского медико-механического института, с 1926 года — директор Харьковского научно-исследовательского института ортопедии и травматологии.
Умер 13 января 1940 года в Харькове.

## Заслуги
Является создателем научной школы. Его труды посвящены вопросам костной пластики, врождённых деформаций опорно-двигательного аппарата, военно-полевой хирургии, организации ортопедо-травматологической службы.
Предложил около 20 операций при вывихах в суставах, псевдоартрозе.
Основатель и редактор журнала «Ортопедия и травматология» (1927—1941).

## Память
- В 1940 году имя М. И. Ситенко было присвоено Украинскому государственному клиническому институту ортопедии и травматологии.